# The Discovery

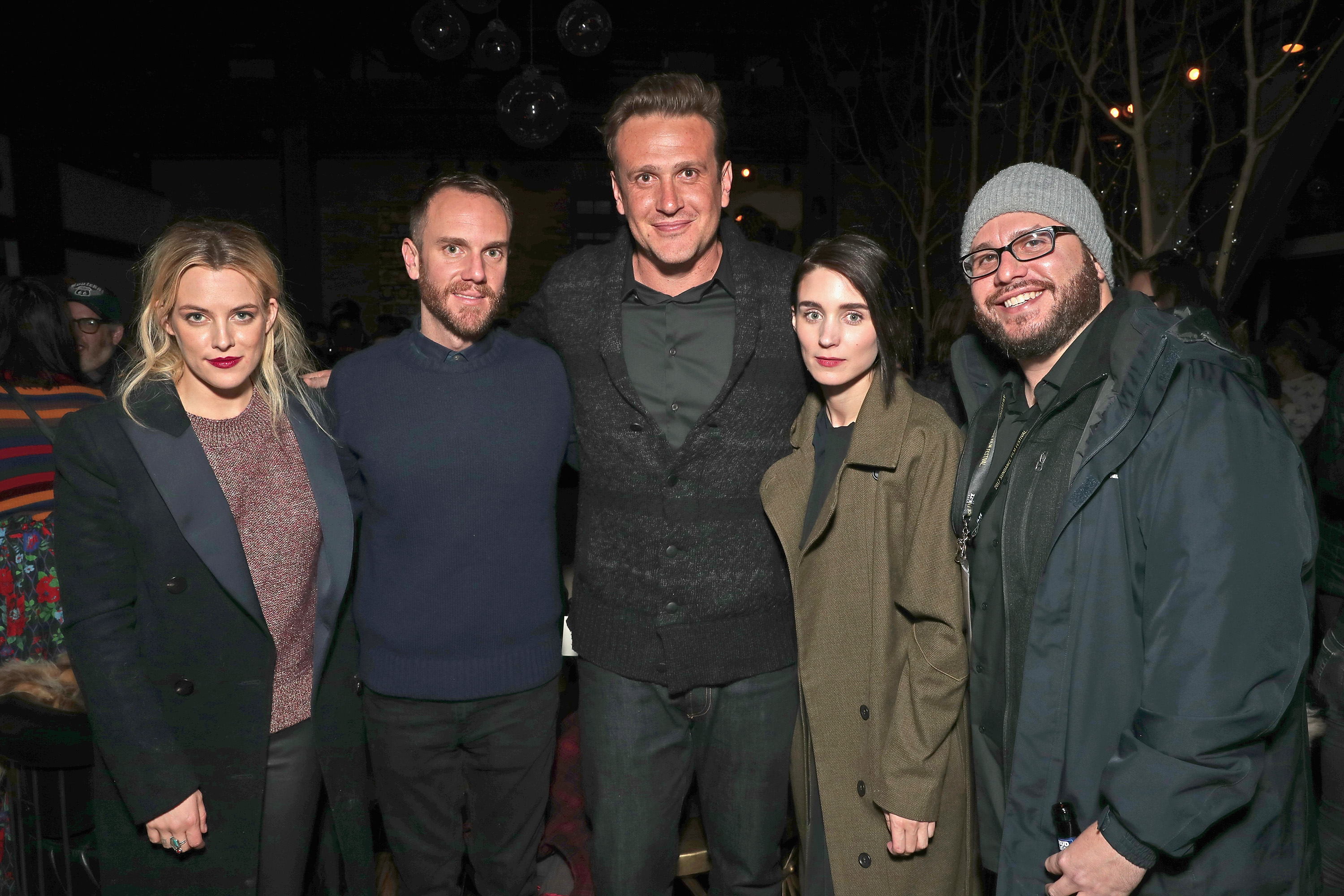
Estreno de The Discovery durante el segundo día del Festival de Cine de Sundance 2017 en el Eccles Center Theatre el 20 de enero de 2017 en Park City, Utah.

The Discovery es una película britano-estadounidense de romance y ciencia ficción, dirigida por Charlie McDowell a partir de un guion escrito por Justin Lader y McDowell, y protagonizada por Jason Segel, Rooney Mara, Robert Redford, Jesse Plemons, Riley Keough y Ron Canada.
El film fue estrenado mundialmente en el Festival de Cine de Sundance el 20 de enero de 2017. Fue estrenado comercialmente el 31 de marzo de 2017 por Netflix.

## Sinopsis
En un futuro cercano, el descubrimiento del Dr. Thomas Harbor revela la prueba definitiva de que existe algo más después de la muerte, generando así, una ola masiva de suicidios en todo el mundo de personas que quieren adelantar el proceso y cruzar a la siguiente etapa. Al mismo tiempo un hombre y una mujer se enamoran mientras tratan de asimilar sus trágicos pasados y la verdadera naturaleza del más allá.

## Reparto
- Jason Segel como Will Harbor.
- Rooney Mara como Isla.
- Jesse Plemons como Toby Harbor.
- Riley Keough como Lacey.
- Robert Redford como Thomas Harbor.
- Ron Canada como Cooper.
- Kimleigh Smith como Pam.
- Mary Steenburgen como la entrevistadora.

## Producción

### Rodaje
La fotografía principal del filme comenzó el 28 de marzo de 2016, en Newport (Rhode Island). La producción concluyó el 1 de mayo de 2016.

## Estreno
En junio de 2016, Netflix adquirió los derechos globales de distribución del film, planeando estrenarlo en 2017. La cinta fue estrenada mundialmente en el Festival de Cine de Sundance el l 20 de enero de 2017 y fue estrenada comercialmente vía streaming el 31 de marzo de 2017.